# Das siebte Gebot
Das siebte Gebot (Originaltitel: Lucky Star) ist ein Stummfilm von Frank Borzage aus dem Jahr 1929 mit dem populären Leinwandpaar Janet Gaynor und Charles Farrell in ihrem dritten von insgesamt zwölf gemeinsamen Auftritten. Er basiert auf der Erzählung Three Epidodes in the Life of Timothy Osborn von Tristram Tupper.
Der Film kam sowohl in einer Fassung mit Dialogsequenzen als auch als reiner Stummfilm in den Verleih. Heute ist nur noch die stumme Version verfügbar.

## Handlung
Das ländliche Amerika der 1910er Jahre: Mary Tucker, ein armes Bauernmädchen, bewirtschaftet mit ihrer verwitweten Mutter eine kleine Farm. Sie lernt den Fernmeldemonteur Tim Osborn kennen, gerade als der Erste Weltkrieg ausbricht. Tim meldet sich zur Armee und geht nach Übersee, wo er in Frankreich verwundet wird und mit gelähmten Beinen zurückkehrt. Nachdem sie ihn im Rollstuhl gesehen hat, besucht Mary Tim öfters und beide fühlen sich allmählich zueinander hingezogen, bis aus bloßer Sympathie Liebe wird. Seiner Behinderung wegen wagt er es aber nicht, ihr seine Gefühle zu eröffnen. Auch die Mutter hat Vorbehalte, dass sich ihre Tochter mit einem Krüppel einlassen will, wo sie doch einen gesunden Mann haben könnte, den die heruntergekommene Farm so dringend bräuchte.
Martins früherer Vorgesetzter Sergeant Wrenn, ein „no good“, interessiert sich ebenfalls für Mary, obwohl er schon mit einem anderen Mädchen aus dem Ort verlobt ist. Er tritt in Uniform auf, obgleich er unehrenhaft aus der Armee entlassen wurde, und prahlt mit falschen Auszeichnungen. Er umgarnt Mutter Tucker mit Geschenken und verspricht das Blaue vom Himmel, wenn sich Mary mit ihm einließe. Tim ahnt Schlimmes und rafft sich mit schier übermenschlicher Anstrengung auf, seine Beine wieder gebrauchen zu lernen. Er kann sich gerade noch rechtzeitig zum Bahnhof schleppen, ehe Mary mit Wrenn den Zug in die Stadt besteigt. Nach einem Ringkampf der beiden Männer auf dem Bahngeleise, der mit der Abreise Wrenns endet, können sich Tim und Mary endlich in die Arme sinken.

## Hintergrund
Der Film kam in Amerika am 18. August 1929 in die Kinos. Er erschien auch als part talkie mit Dialogszenen.
Das siebte Gebot galt lange als verschollen, bis 1989 eine unbeschädigte 35-mm-Nitrokopie im Nederlands Filmmuseum in Amsterdam gefunden wurde. Sie wurde restauriert und 1990 beim Stummfilmfestival Le Giornate del Cinema Muto in Pordenone, Italien, wiederaufgeführt. Die Friedrich Wilhelm Murnau-Gesellschaft Bielefeld e. V. zeigte Das siebte Gebot 2012 mit Musikbegleitung durch Daniel Kothenschulte am Piano im Bielefelder Kino CineStar. Das kommunale „Filmhauskino“ in Nürnberg führte Lucky Star 2015 mit Klavierbegleitung durch den Jazzmusiker Hannes Selig auf.